# Джудрук
Джудру́к (укр. Джудрук, крымскотат. Cudruq, Джудрукъ) — исчезнувшее село в Джанкойском районе Республики Крым, располагавшееся в юго-западной части района, в степном Крыму, примерно в 1,5 км к юго-западу от современного села Рысаково.

### Динамика численности населения
| - 1805 год — 80 чел. - 1864 год — 25 чел. - 1889 год — 45 чел. - 1892 год — 0 чел. | - 1900 год — 60 чел. - 1915 год — 7/8 чел. - 1926 год — 54 чел. |

## История
Идентифицировать Джудрук среди, зачастую сильно искажённых, названий деревень в Камеральном Описании Крыма… 1784 года пока не удалось. После присоединения Крыма к России (8) 19 апреля 1783 года, (8) 19 февраля 1784 года, именным указом Екатерины II сенату, на территории бывшего Крымского Ханства была образована Таврическая область и деревня была приписана к Перекопскому уезду. После Павловских реформ, с 1796 по 1802 год, входила в Перекопский уезд Новороссийской губернии. По новому административному делению, после создания 8 (20) октября 1802 года Таврической губернии, Джудрук был включён в состав Кокчора-Киятской волости Перекопского уезда.
По Ведомости о всех селениях в Перекопском уезде состоящих с показанием в которой волости сколько числом дворов и душ… от 21 октября 1805 года в деревне Джудрук числилось 12 дворов, 78 крымских татар и 2-е ясыров. А на военно-топографической карте 1817 года обозначены уже развалины деревни Идрук.
Вновь в доступных документах селение, как хутор Бабий, без указания числа дворов, встречается на карте 1836 года в деревне 3 дворов, а на карте 1842 года хутор обозначен условным знаком «малая деревня», то есть, менее 5 дворов.
В «Списке населённых мест Таврической губернии по сведениям 1864 года», составленном по результатам VIII ревизии 1864 года, описан Джудрук, или хутор Бабий — хутор с 3 дворами и 25 жителями в Байгончекской волости того же уезда. В «Памятной книге Таврической губернии 1889 года», по результатам Х ревизии 1887 года, в деревне числилось 6 дворов и 45 жителей.
После земской реформы 1890 года Джудрук отнесли к Богемской волости.
В «…Памятной книжке Таврической губернии на 1892 год» в сведениях о Богемской волости никаких данных о деревне, кроме названия, не приведено. По «…Памятной книжке Таврической губернии на 1900 год» на хуторе Джудрук числилось 60 жителей в 7 дворе. По Статистическому справочнику Таврической губернии. Ч.II-я. Статистический очерк, выпуск пятый Перекопский уезд, 1915 год, на хуторе Джудрук (наследников Абрамова) Богемской волости Перекопского уезда числилось 2 двора с населением в количестве 7 человек приписных жителей и 8 — «посторонних», из которых 9 мужчин и 6 женщин. При хуторе числилось 480 десятинами удобной земли. В хозяйстве имелось 8 лошадей, 8 волов, 12 коров и 8 голов мелкого скота.
После установления в Крыму Советской власти, по постановлению Крымревкома от 8 января 1921 года № 206 «Об изменении административных границ» была упразднена волостная система и в составе Джанкойского уезда был создан Джанкойский район. В 1922 году уезды преобразовали в округа. 11 октября 1923 года, согласно постановлению ВЦИК, в административное деление Крымской АССР были внесены изменения, в результате которых округа были ликвидированы, основной административной единицей стал Джанкойский район и село включили в его состав. Согласно Списку населённых пунктов Крымской АССР по Всесоюзной переписи 17 декабря 1926 года, в селе Джудрук Марьинского сельсовета Джанкойского района, числилось 14 дворов, все крестьянские, население составляло 58 человек, из них 54 украинца и 4 русских. Джудрук ещё обозначен на километровой карте Генштаба Красной армии 1941 года, но на двухкилометровке РККА 1942 года его уже нет и в дальнейшем в доступных источниках не встречается.